# Pita Ten
Pita Ten (ぴたテン?) es un manga japonés creado por Koge-Donbo, fue adaptado a una serie de anime de 26 episodios producida por Broccoli, TV Osaka y animada por Madhouse, con la composición de banda sonora por parte de Hikaru Nanase. El título de la obra es un diminutivo de Pitari Tenshi, que literalmente significa "juntándose con un ángel".
En Latinoamérica fue licenciada por el canal Locomotion y programada para estrenarse en marzo de 2005, pero debido a la compra del canal por parte de Sony Pictures Entertainment, su estrenó se postergó hasta el inicio del canal Animax. Se estrenó el 1 de agosto de 2005 doblado al español (en Venezuela) y en portugués para Brasil.

## Argumento
La historia se trata de un alegre ángel aprendiz llamada Misha que llega al mundo humano con la misión de darle felicidad y cuidado a un niño de 12 años llamado Kotaro que se lo encuentra y se conocen, y con la intención de convertirse en un verdadero ángel, pero la situación no es sencilla debido a que Kotaro vive constantemente las consecuencias de haber perdido a su madre, pérdida que presenció personalmente cuando ella lo rescató de ser atropellado por un camión. Misha por ser aprendiz tiene pocos conocimientos sobre los humanos y se le dificulta mucho ayudarlo de forma adecuada. Kotaro tiene dos grandes amigos con los que comparte sus aventuras que son Koboshi Uematsu y Ten Ayanokoyi. Koboshi ama en secreto a Kotaro y Ayanokoyi es un estudiante sobresaliente aunque de carácter bromista. Las cosas se complican más cuando aparece una demonio aprendiz llamada Shia cuya misión es hacer cosas malas para convertirse en una verdadera demonio, pero a ella le resulta imposible hacerle algo malo a las personas debido a que tiene irónicamente un carácter de ángel y como no tenía donde quedarse Misha aceptó dejarla vivir en su departamento. Por último aparecen Hiroshi y Kaoru, los dos miembros hermanos de una familia acaudalada que pareciera que tuvieran intereses opuestos para complicar aún más las cosas. Hiroshi ama a Misha, pero no le agrada Ayanokoyi por estar siempre a un paso de él ni tampoco le agrada Shia por presentir que ella es un demonio. Kaoru ama a Ayanokoyi y le desagrada Misha por creer que seduce a su hermano resultando Kaoru contraria a su hermano. Todos tienen sus propios intereses y entre ellos se llevan de distinta manera. En torno a las travesuras que hace Misha, da todo como resultado una serie de comedia y romance, y divertida en ciertos aspectos y entabla el inicio de una gran amistad con Kotaro.

## Episodios
| #  | Estreno | Estreno en Hispanoamérica |                          |
| -- | --- | ------------------------- | ------------------------ |
| 1  | «Tenshi to no Tsukiaikata» (天使とのつきあい方) Hispanoamérica: «Cómo llevarse bien con un ángel»                       | 7 de abril de 2002        | 1 de agosto de 2005      |
| 2  | «Oishii Appuru Pai no Tsukurikata» (おいしいアップルパイの作り方) Hispanoamérica: «Cómo preparar un pastel de manzanas» | 14 de abril de 2002       | 8 de agosto de 2005      |
| 3  | «Kimodameshi no Tanoshimikata» (きもだめしの楽しみ方) Hispanoamérica: «Cómo divertirse en una prueba de valentía»       | 21 de abril de 2002       | 15 de agosto de 2005     |
| 4  | «Tanoshii Onsen no Hairikata» (楽しい温泉の入り方) Hispanoamérica: «Cómo divertirse en las aguas termales»              | 28 de abril de 2002       | 22 de agosto de 2005     |
| 5  | «Arubaito no Sagashikata» (アルバイトの探し方) Hispanoamérica: «Cómo buscar trabajo»                                    | 5 de mayo de 2002         | 29 de agosto de 2005     |
| 6  | «Atarashii Tomodachi no Mukaekata» (新しいともだちの迎え方) Hispanoamérica: «Conociendo a un nuevo amigo»               | 12 de mayo de 2002        | 5 de septiembre de 2005  |
| 7  | «Itazura no Shikata» (いたずらの仕方) Hispanoamérica: «Cómo hacer travesuras»                                           | 19 de mayo de 2002        | 12 de septiembre de 2005 |
| 8  | «Raibaru to no Tatakaikata» (対決の仕方) Hispanoamérica: «Cómo competir con un rival»                                   | 26 de mayo de 2002        | 19 de septiembre de 2005 |
| 9  | «Tenshi no Mitsukekata» (天使の見つけ方) Hispanoamérica: «Cómo descubrir a un ángel»                                    | 2 de junio de 2002        | 26 de septiembre de 2005 |
| 10 | «Jouzu na Nakanaori no Shikata» (上手な仲直りの仕方) Hispanoamérica: «Cómo reconciliarse»                               | 9 de junio de 2002        | 3 de octubre de 2005     |
| 11 | «Suteki na Dansu no Sasoikata» (素敵なダンスの誘い方) Hispanoamérica: «Una bella forma de invitar a bailar»             | 16 de junio de 2002       | 10 de octubre de 2005    |
| 12 | «Garakuta no Atsumekata» (ガラクタの集め方) Hispanoamérica: «Cómo recolectar cosas usadas»                              | 23 de junio de 2002       | 17 de octubre de 2005    |
| 13 | «Oshiro no Arukikata» (お城の歩き方) Hispanoamérica: «Cómo caminar por un castillo»                                     | 30 de junio de 2002       | 24 de octubre de 2005    |
| 14 | «Shiawase no Kanjikata» (しあわせの感じ方) Hispanoamérica: «Cómo sentir la felicidad»                                   | 7 de julio de 2002        | 31 de octubre de 2005    |
| 15 | «Yuuenchi no Asobikata» (遊園地のあそび方) Hispanoamérica: «Cómo jugar en un parque de diversiones»                     | 14 de julio de 2002       | 7 de noviembre de 2005   |
| 16 | «Gekai no Arukikata» (下界の歩き方) Hispanoamérica: «Cómo andar en la Tierra»                                           | 21 de julio de 2002       | 14 de noviembre de 2005  |
| 17 | «Kyuujitsu no Tanoshimikata» (休日の楽しみ方) Hispanoamérica: «Cómo disfrutar el día libre»                             | 28 de julio de 2002       | 21 de noviembre de 2005  |
| 18 | «Bakansu no Sugoshikata» (バカンスのすごし方) Hispanoamérica: «Cómo disfrutar unas vacaciones»                          | 4 de agosto de 2002       | 28 de noviembre de 2005  |
| 19 | «Minarai Tenshi no Ganbarikata» (見習い天使のがんばり方) Hispanoamérica: «El esfuerzo de un ángel aprendiz»             | 11 de agosto de 2002      | 5 de diciembre de 2005   |
| 20 | «Nakushita Mono no Mitsukekata» (なくしたものの見つけ方) Hispanoamérica: «Cómo encontrar lo que se ha perdido»          | 18 de agosto de 2002      | 12 de diciembre de 2005  |
| 21 | «Onna no Ko no Ganbarikata» (女の子のがんばり方) Hispanoamérica: «El esfuerzo de una chica»                             | 25 de agosto de 2002      | 19 de diciembre de 2005  |
| 22 | «Undoukai no Moekata» (運動会の燃え方) Hispanoamérica: «La diversión en el día del deporte»                             | 1 de septiembre de 2002   | 26 de diciembre de 2005  |
| 23 | «Haikingu no Tanoshimikata» (ハイキングの楽しみ方) Hispanoamérica: «Cómo disfrutar de una excursión»                    | 8 de septiembre de 2002   | 2 de enero de 2006       |
| 24 | «Omimai no Ikikata» (お見舞いの行き方) Hispanoamérica: «Visitando a un enfermo»                                         | 15 de septiembre de 2002  | 9 de enero de 2006       |
| 25 | «Owakare no Shikata» (お別れの仕方) Hispanoamérica: «Cómo despedirse»                                                   | 22 de septiembre de 2002  | 16 de enero de 2006      |
| 26 | «Omoi no Tsunagikata» (想いのつなぎ方) Hispanoamérica: «Uniendo los recuerdos»                                          | 29 de septiembre de 2002  | 23 de enero de 2006      |